# Planeta Paulina
Planeta Paulina è il quarto album della cantante messicana Paulina Rubio, pubblicato per la EMI Latin il 3 settembre 1996.

## Tracce
1. Introducción (C. Sánchez; Cesar Valle) - 0:49
2. Miel y sal (Cesar Lemos; Karla Aponte; Maria Azevedo) - 4:11
3. Tú y yo (K.C. Porter; Marco Flores) - 4:05
4. Solo por ti (Marco Flores) - 4:14
5. Enamorada (Paulina Rubio; Cesar Valle) - 3:27
6. Miedo (Marco Flores) - 3:20
7. Siempre tuya desde la raíz (Cesar Lemos; Karla Aponte; Rodolfo Castillo) - 4:39
8. Sueño de cristal (Marco Flores) - 3:46
9. Una historia más (Paulina Rubio; Marco Flores) - 3:44
10. Dime (Paulina Rubio; Thomas Grant) - 3:52
11. Despiértate (Erlandsson; Kreuger; Leander; Morel; Per Magnusson) - 3:10
12. Pobre niña rica [Version 1] (Graciela Carballo; Mario Pupparo) - 3:36